# Навплий
О греческом городе см. Нафплион

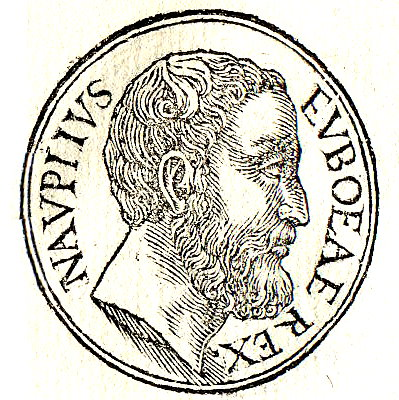
Навплий, сын Клитония. Портрет из сборника биографий
Promptuarii Iconum Insigniorum (1553 год)

Навплий (др.-греч. Ναύπλιος) — герой древнегреческой мифологии. Согласно одним авторам, прожил очень долго, согласно другим — было два Навплия, и младший был потомком старшего.
- Навплий (сын Посейдона) — сын Посейдона и Амимоны[1] Основал город Навплию[2] (современный Нафплион), поселив там египтян, прибывших вместе с его дедом Данаем в Арголиду[3]. Открыл Большую Медведицу[4]. Аргонавт (по Гигину[5]).

- Навплий (сын Клитония) — Царь Евбеи. Сын Клитония, потомок старшего Навплия[1]. Аргонавт (по Аполлонию[6]).